# Echinorhynchus truttae
Echinorhynchus truttae är en hakmaskart som beskrevs av Schrank 1788. Echinorhynchus truttae ingår i släktet Echinorhynchus och familjen Echinorhynchidae. Inga underarter finns listade i Catalogue of Life.